# Хавиер Масчерано
Хавиер Масчерано (на испански: Javier Mascherano, правилният правопис на фамилното име е Маскерано, тъй като е от италиански произход, но в България е утвърден правописът от испански) е бивш аржентински футболист. Масчерано е сребърен медалист от Световното първенство по футбол през 2014 г.

## Кариера
Масчерано играе в Ривър Плейт от ранна възраст. Преди да направи дебют в първия състав, той вече е юношески национал на Аржентина. През септември 2001 г. е част от отбора, завършил на четвърто място на Световното първенство за юноши до 17 г. Дебют за първия състав на Аржентина прави срещу Уругвай на 16 юли 2003 г. Две седмици по-късно дебютира и за клуба си Ривър Плейт срещу Нуева Чикаго в първенството Апертура, което клубът му печели. Масчерано играе важна роля в достигането на финала за Копа Судамерикана, където обаче отборът му пада от перуанския Сенсиано. В началото на 2004 г. с олимпийския отбор на Аржентина печели първенството на Южна Америка. След завръщането си от това състезания печели и Клаусура с клубния си тим. През 2004 г. е едно от най-големите открития на Копа Америка, където неговата Аржентина губи финала след дузпи от Бразилия. Веднага след този турнир сериозен интерес към него изявяват Реал Мадрид и Депортиво Ла Коруня.
През август 2004 г. става олимпийски шампион на игрите в Атина. Следващата година Масчерано е в отбора на Аржентина за Купата на Конфедерациите, но отново са спрени на финала и отново от Бразилия.
Веднага след този турнир сензационно преминава в бразилския Коринтианс за сумата от 15 милиона долара. След едва 9 мача за новия си тим, Масчерано получава неприятна травма, която го вади от терените за 6 месеца. Все пак Коринтианс става шампион, а той взема медал при награждаването. На Световното в Германия през 2006 година Масчерано играе без смяна във всичките мачове на Аржентина до четвърфинала, където южноамериканците са отстранени от Германия след дузпи. В последните часове на трансферния прозорец през лятото на 2006 г. осъществява още един шокиращ трансфер след като заедно със съотборника си Карлос Тевес отива в Уест Хям, където обаче се представя незадоволително. През октомври 2006 г. националният селекционер на Аржентина Алфио Базиле изразява надежда, че Масчерано час по-скоро ще напусне Уест Хям.
На 16 януари 2007 г. кариерата му спасява Ливърпул, който след специално писмо от УЕФА привлича аржентинския халф под наем за 18 месеца с опция за закупуване. Това е истински прецедент в историята след като за един сезон Хавиер Масчерано играе в три различни отбора. Заради проблемите около картотекирането му в новия клуб, Масчерано дебютира едва месец и половина след като подписва с Ливърпул. Отборът му печели с 4:0 срещу Шефилд Юнайтед, а Масчерано получава добри отзиви за играта си от треньора Рафа Бенитес и капитана Стивън Джерард. През май играе финал за Шампионската лига срещу Милан в Атина, в който обаче неговия тим губи с 2:1, все пак аржентинецът и избран за най-добър играч в мача от състава на английския тим. През юни 2007 г. Масчерано вкарва и първите си 2 гола за националния отбор. Това става по време на участието на Копа Америка, където Масчерано е една от ключовите фигури в звездния състав на отбора. На 27.08.2010 преминава във ФК Барселона срещу 20 милиона паунда.

## Отличия
- Ривър Плейт
  - Шампион на Клаусура (2003/04)
  - Финалист за Копа Судамерикана
- Коринтианс
  - Шампион на Бразилия за 2005 г.
- Ливърпул
  - Финалист за Шампионската лига през сезон 2006/07
- Аржентина
  - Олимпийски шампион (Атина 2004)
  - Финалист на Копа Америка 2004
  - Финалист на Копа Америка 2007
  - Финалист на Купата на Конфедерациите 2005

Барселона
- Шампионска лига (2): 2010/11, 2014/15
- Примера дивисион (4): 2010/11, 2012/13, 2014/15, 2015/16
- Купа на краля (4): 2011/12, 2014/15, 2015/16, 2016/17
- Суперкопа де Еспаня (3): 2011, 2013, 2016
- Суперкупа на УЕФА (2): 2011, 2015
- Световно клубно първенство (2): 2011, 2015